# Antonín Drašar
Antonín Drašar (8. března 1880, Studénka u Nové Paky – 16. prosince 1939, Praha) byl český herec, režisér, divadelní ředitel a podnikatel.

## Život
Zprvu byl obchodním cestujícím, projevoval však zájem o divadlo. Prošel několika divadelními společnostmi a rovněž Divadlem sdružených měst východočeských, kde byl ředitelem v sezóně 1920/1921.
V letech 1921–1931 byl ředitelem Českého divadla v Olomouci. Jeho zásluhou bylo olomoucké divadlo hodnoceno jako nejlépe prosperující nově založená scéna a patřilo k nejstabilizovanějším mimopražským souborům 20. let. Za svého působení angažoval mnoho talentovaných mladých herců, např. Otomara Korbeláře, Františka Vnoučka, Františka Salzera, Jaroslava Průchu, Evu Adamcovou, Jarmilu Kurandovou, Zdeňka Podlipného a další. Na sezónu 1930/1931 angažoval do Olomouce jako režiséra E. F. Buriana, který se zde uplatnil i jako jazzový zpěvák. Za Drašarova působení v Olomouci vedl operu mladý nadějný dirigent Karel Nedbal, pracoval zde rovněž výtvarník Antonín Heythum. Drašar pořádal zájezdová představení divadla do dalších měst (Vídeň 1924 – opera, Praha 1926 – činohra, Krakov 1927 – opera).
Na jaře 1931 se stal ředitelem Slovenského národního divadla v Bratislavě, kam nastoupil po sebevraždě stávajícího ředitele Oskara Nedbala a kde působil až do roku 1938. Současně vedl i Východoslovenské divadlo v Košicích. Do Bratislavy získal jako režiséry i Viktora Šulce a Jana Škodu (na konci sezóny 1932 Škoda však odešel). V roce 1938 byla z bratislavského divadla část souboru vypovězena a Drašar se spolu se šéfem činohry Šulcem uchýlil do Jičínského společnosti, kde pracovali i další perzekvovaní divadelní umělci.

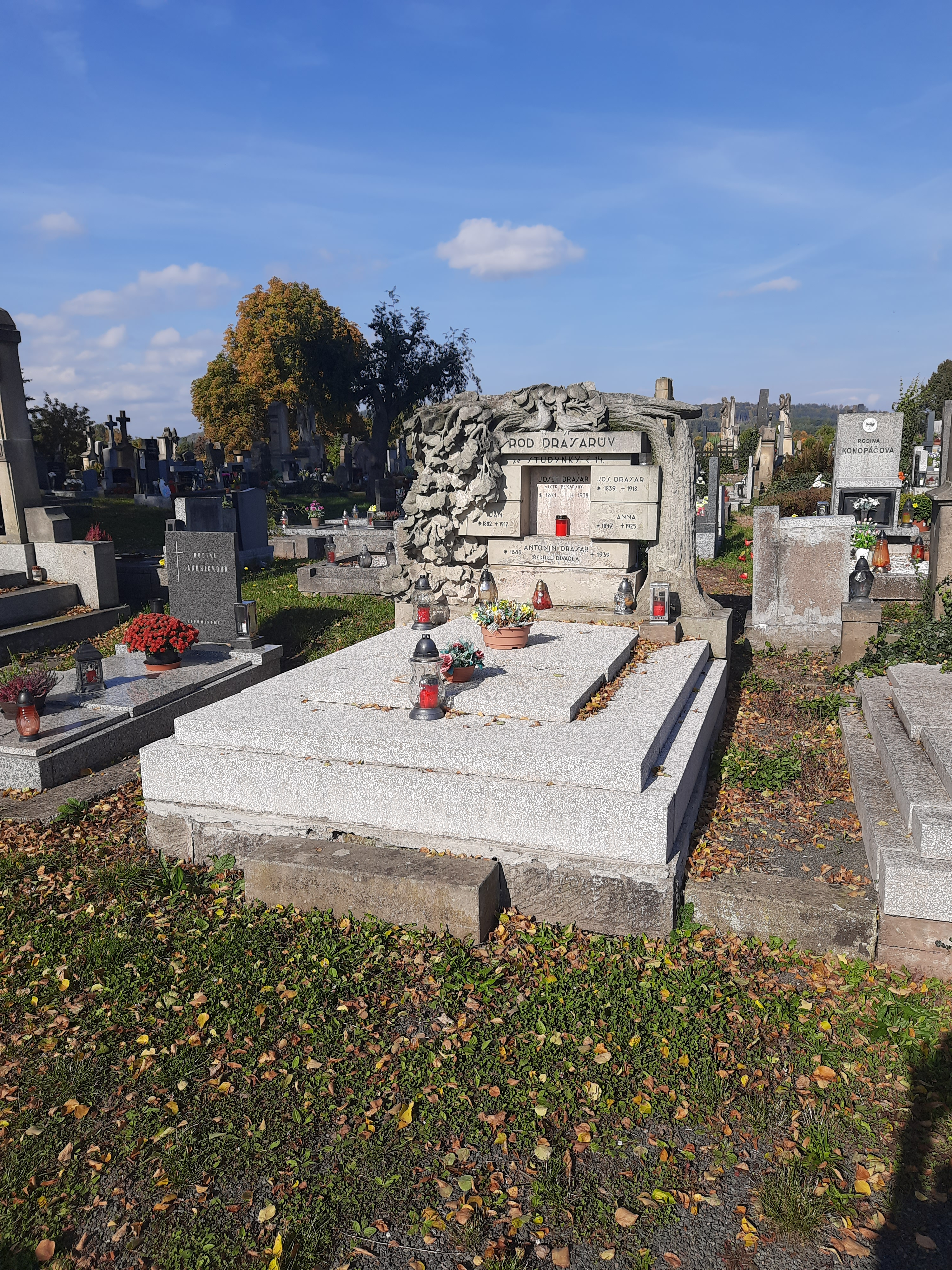
Hrobka rodiny Drašarovy na hřbitově v Nové Pace

Je pochován na hřbitově v Nové Pace.

## Citát
| „               | V létě jsem hrál pohostinsky v Luhačovicích se společností bývalého kolegy Karla Jičínského, do které patřili i herci vypovězení na podzim ze Slovenska… Byl tu také bývalý ředitel bratislavského divadla Antonín Drašar, zvaný „Velký Ziegfeld“, i v civilu tak trochu operetní gróf, i jeho přední subreta, temperamentní Ljuba Hermanová. | “ |
| — Eduard Kohout | |   |